# 88795 Морван
88795 Морван (88795 Morvan) — астероїд головного поясу, відкритий 20 вересня 2001 року.
Тіссеранів параметр щодо Юпітера — 3,400.